# Intento de golpe de Estado en Estonia de 1924
El intento de golpe de Estado en Estonia de 1924 fue un intento fallido de golpe de Estado ocurrido el 1 de diciembre de 1924, dirigido por la Comintern y orquestado por el Partido Comunista de Estonia y bolcheviques, en su mayoría infiltrados desde la Unión Soviética. De los 279 rebeldes procomunistas que participaron activamente, 125 murieron en combate y, posteriormente, más de 500 personas fueron arrestadas, mientras que las fuerzas gubernamentales estonias perdieron 26 hombres.

## Antecedentes
A finales de febrero de 1918, durante la Primera Guerra Mundial, la Rusia soviética perdió el control de los estados bálticos, que habían pertenecido al Imperio ruso desde el tratado de Nystad en 1721. El 24 de febrero de 1918, los políticos estonios aprovecharon el vacío de poder resultante y declararon a Estonia independiente como república soberana. Un día después, las tropas imperiales alemanas marcharon sobre Tallin. El Imperio alemán rechazó rotundamente la independencia de Estonia y la creación de un Estado estonio independiente. Sólo tras la derrota alemana en la Primera Guerra Mundial, el gobierno estonio pudo asumir el poder en el país en noviembre de 1918. La República de Estonia se convirtió en un estado constitucional democrático con características occidentales.
El gobierno bolchevique de Rusia no reconoció la soberanía estatal de Estonia. El 13 de noviembre de 1918, las fuerzas rusas soviéticas comenzaron una ofensiva para reconquistar los estados bálticos. En la guerra de independencia de Estonia (1918-1920), Estonia pudo afirmarse militarmente frente a la Rusia soviética. El 2 de febrero de 1920, ambos gobiernos firmaron un tratado de paz en Tartu. En ella, la Rusia soviética reconoció, de conformidad con el derecho internacional, la independencia estatal de la República de Estonia “para siempre”. Sin embargo, las relaciones entre ambos estados siguen siendo tensas y la paz incierta. En lo que respecta a la deseada revolución mundial comunista, la Estonia de orientación occidental, con su democracia burguesa, era una espina en el costado de los bolcheviques. En la frontera común se produjeron repetidos incidentes y provocaciones. En las zonas fronterizas y a lo largo de las líneas ferroviarias, el estado de emergencia siguió aplicándose en Estonia incluso después del final de la guerra de independencia, lo que restringió numerosas libertades civiles. Permaneció vigente hasta la década de 1930.
El gobierno soviético apoyó extraoficialmente al Partido Comunista de Estonia (EKP), fundado en noviembre de 1920, que había sido miembro de la Internacional Comunista desde 1922. La Comintern también financió gran parte del trabajo ilegal del EKP como partido.
Los comunistas encontraron apoyo entre la población estonia, especialmente entre los sectores perdedores económicos de los años de la posguerra. En las elecciones parlamentarias de 1920, su organización política principal, el “Consejo Central de Sindicatos de Estonia” (en estonio: Eesti Ametiühisuste Kesknõukogu), con 24.000 miembros, obtuvo el 5,3% de los votos. En las elecciones parlamentarias de 1923 fue del 9,5%. El electorado comunista provenía principalmente de los sectores más pobres de la clase trabajadora.  En 1924 el proscrito EKP contaba con unos 2.000 miembros.
Los funcionarios comunistas en Estonia siguieron siendo objeto de una dura persecución por parte de las autoridades estonias. Sólo podían trabajar en secreto y hacer propaganda seguía siendo peligrosa para ellos. El 3 de mayo de 1922, la policía estonia localizó a Viktor Kingissepp, el presidente del EKP que vivía en la clandestinidad en Tallin. Fue condenado a muerte en un juicio sumario y ejecutado el mismo día, con su cuerpo fue arrojado al mar. En 1923, el líder comunista Jaan Kreuks fue asesinado a tiros por la policía.
La incapacidad y la muerte de Vladímir Lenin el 21 de enero de 1924 desencadenó una lucha por el poder entre León Trotski y Iósif Stalin.  Durante este período, la política exterior de la Unión Soviética se desvió en relación con Estonia. El 1 de diciembre de 1924, la Comintern intentó el golpe de Estado comunista en Estonia.

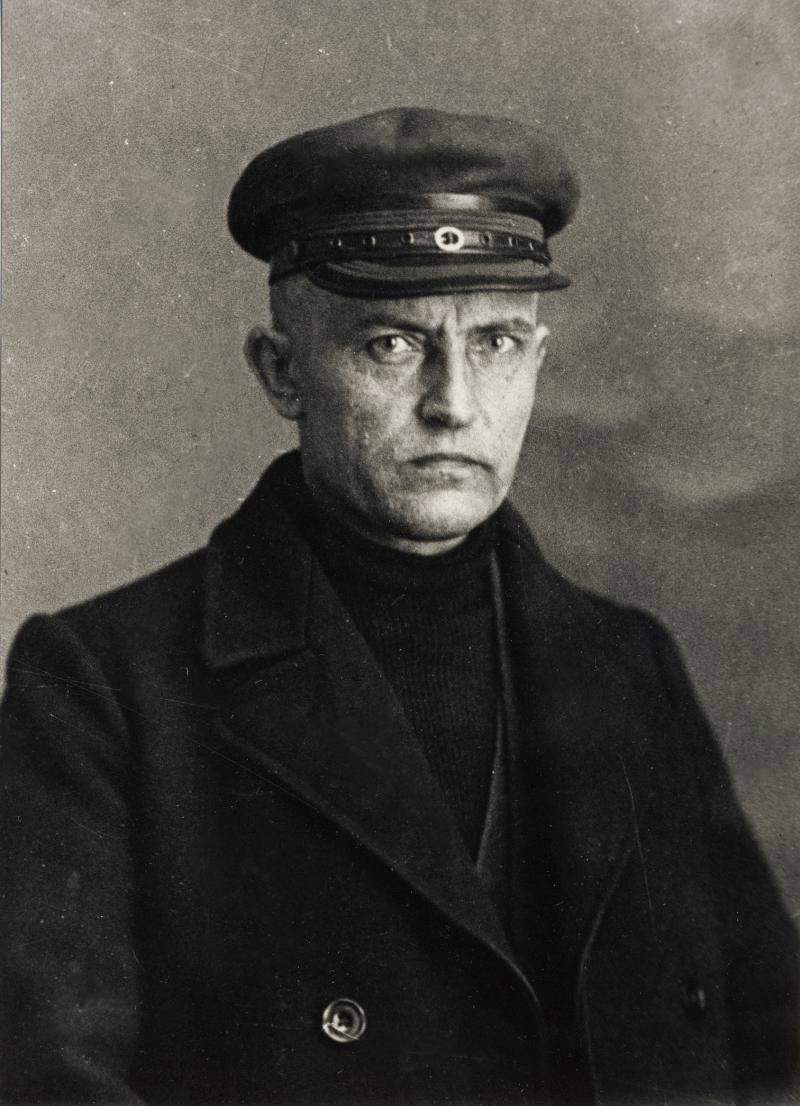
Jaan Anvelt

## Planificación
Sesenta oficiales del Razvedupr fueron enviados a Tallin en la primavera de 1924 para organizar un levantamiento. El plan fue ideado por Jaan Anvelt y Karl Rimm, un veterano de la guerra civil rusa. El plan preveía un ataque principal contra Tallin, con golpes de Estado posteriores en Tartu, Narva, Pärnu, Viljandi, Rakvere, Kunda y Kohila.
La revuelta comenzaría a las 5:15 de la mañana. Los 279 comunistas, en su mayoría infiltrados desde la Unión Soviética, estaban armados con 5 subfusiles Thompson, 55 rifles, 65 granadas de mano, 8 artefactos explosivos y 150 pistolas. El plan contaba con que los obreros y soldados se unirían a la insurgencia y ayudarían a tomar el poder en la capital. El plan exigía el establecimiento de una república soviética con un "gobierno de la gente trabajadora" de Estonia.
La mayoría de los planes se vieron frustrados por el juicio de los 149 en noviembre de 1924, que eliminó a muchos posibles organizadores comunistas. La primera prioridad de los pistoleros fue tomar el control de la Escuela Nacional de Defensa de Estonia (ubicada en el suburbio de Tondi, al sur del centro de Tallin), la principal estación de ferrocarril de vía estrecha en Tallin-Väike y un batallón de ingenieros en Nõmme.

## El golpe

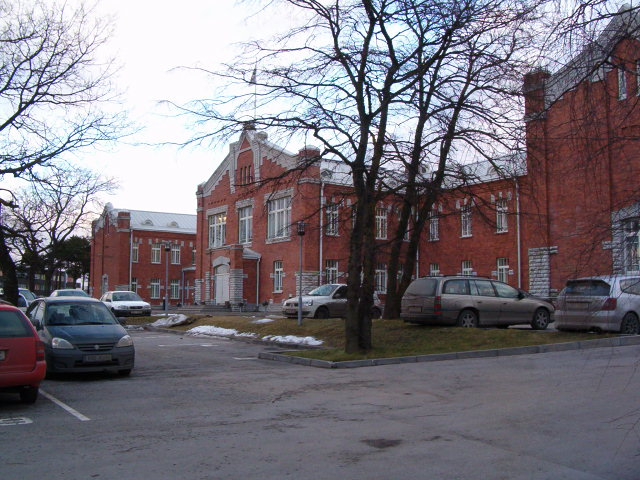
Barracas de Tondi

A finales de noviembre de 1924, casi al mismo tiempo que concluía el juicio de los 149, Moscú decidió iniciar la sublevación el 1 de diciembre. La noche del 30 de noviembre de 1924, los hombres que preparaban el ataque a la academia militar debían reunirse en la casa de los Reimann, a un kilómetro de la academia. Se suponía que habría 140 hombres presentes, pero solo aparecieron 56. Los comunistas iban armados con una ametralladora ligera, cuatro fusiles, algunas pistolas y granadas de mano. Se designaron tres mensajeros para mantener el contacto con otros grupos y el cuartel general.
Los pistoleros comunistas comenzaron a movilizarse el 1 de diciembre de 1924 a las 5:00 de la mañana. En ese momento, había 450 cadetes, suboficiales y oficiales en la academia militar. El oficial de guardia era el teniente Joosep Lääne, asistido por un cadete. La guardia, compuesta por tres miembros, acababa de regresar al edificio tras su patrulla. Cuando los pistoleros alcanzaron su objetivo, atacaron el dormitorio de los cadetes, lanzando granadas de mano contra las ventanas y disparando a los cadetes que dormían en la planta baja. Tres guardias, asistidos por cuatro cadetes de artillería que habían conseguido pistolas semiautomáticas de 9 mm de la armería, bloquearon el acceso a la primera planta y abrieron fuego contra los atacantes. Esto dio tiempo a los cadetes de la primera planta para sacar sus armas de la armería y lanzar un contraataque, obligando a los atacantes a retirarse. Al mismo tiempo, un grupo más pequeño de insurgentes había atacado el comedor de los cadetes, que estaba vacío, ya que el oficial de servicio y su ayudante habían abandonado el edificio.
Una patrulla de cadetes detuvo un coche que venía de la ciudad. Al ver a los cadetes armados, el conductor intentó escapar, pero él y sus compañeros fueron capturados y llevados a la academia militar. Dos de ellos resultaron ser hermanos de un insurgente, Rudolf Vakmann, que había sido enviado a traer armas de la academia. Se formó un consejo de guerra compuesto por tres oficiales. Tras una breve investigación, los siete pasajeros fueron ejecutados sumariamente esa noche. Nueve cadetes resultaron heridos durante el levantamiento. Los cadetes Arnold Allebras, Aleksander Teder, Aleksander Tomson y August Udras fueron asesinados.
Otro grupo de ataque comunista atacó el castillo de Toompea, donde se ubicaban las oficinas del Anciano del Estado, el Riigikogu y el Gobierno. Un tercer grupo entró en el apartamento del Anciano del Estado, situado detrás de la catedral de Alejandro Nevski de Tallin. El Anciano del Estado, Friedrich Akel, logró escapar por la puerta trasera.

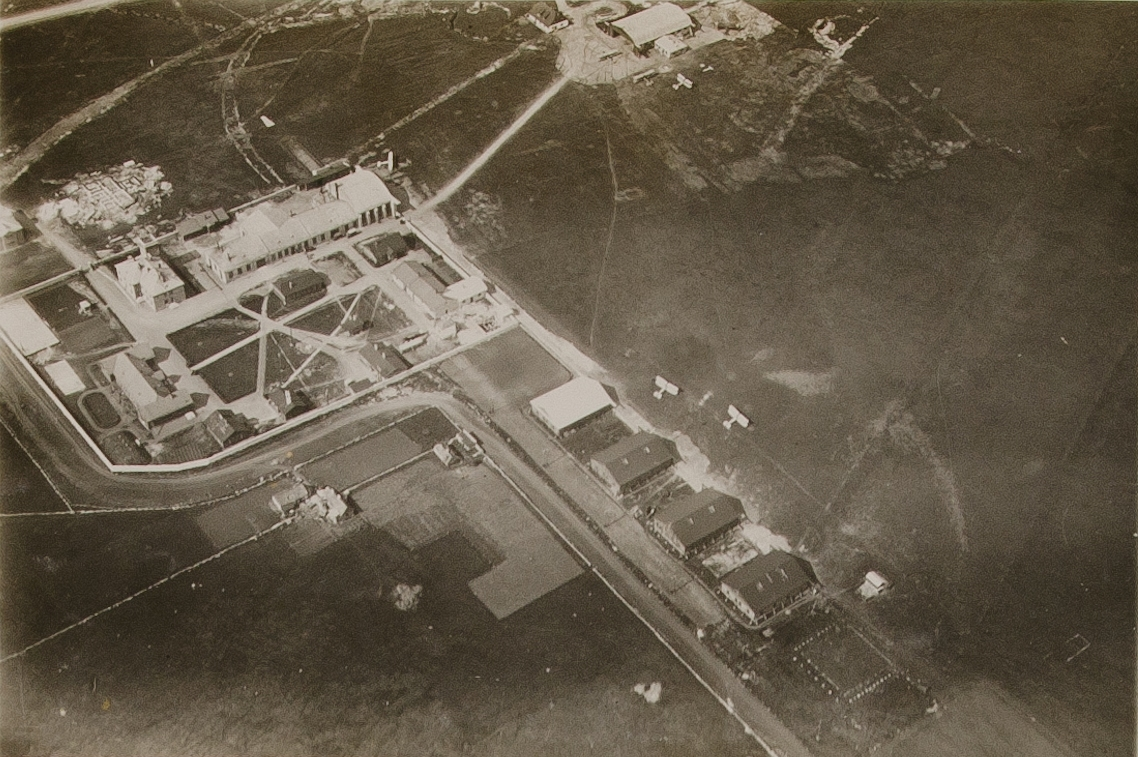
Aeródromo de Lasnamäe en la década de 1920

Los comunistas lograron capturar el aeródromo militar y el cuartel de la división aérea en Lasnamäe, donde se les unieron algunos soldados. Sin embargo, las unidades adicionales que llegaron poco después obligaron a los atacantes a retirarse. Dos tenientes de la fuerza aérea fueron sometidos a consejo de guerra por su colaboración con los atacantes y condenados a muerte. Al ver su fracaso, los atacantes secuestraron dos aviones militares e intentaron escapar a la Unión Soviética. Uno de los aviones se vio obligado a aterrizar cerca de Narva, pero el otro logró cruzar la frontera ileso.
En la división motorizada, los comunistas recibieron ayuda de un suboficial, tomaron el garaje de tanques y dañaron algunos de ellos, dejándolos inmovilizados. Tras el disparo del suboficial Loorents por parte de Rudolf Kaptein, otro suboficial, los insurgentes huyeron. Otro grupo tomó la estación principal de trenes, arrestó al oficial de turno y mató a varios policías. Como los insurgentes detuvieron todos los trenes de pasajeros, el ministro de Carreteras, Karl Kark, decidió comprobar personalmente la situación. Recibió un disparo y resultó mortalmente herido en las escaleras de la estación.
También se produjo un tiroteo en la esquina de las calles Vene y Apteegi, donde se encontraba la Oficina Central de Correos. El jefe de la guarnición de Tartu, el general Ernst Põdder, se encontraba en Tallin haciendo un recado y, a primera hora de la mañana, se encontraba tomando una copa en un bar con sus amigos cerca del tiroteo. Percibieron la escaramuza en la calle y se lanzaron a la batalla.
A las 10:00, las fuerzas gubernamentales tenían la situación bajo control y habían recuperado todos los edificios capturados por los rebeldes.

## Consecuencias

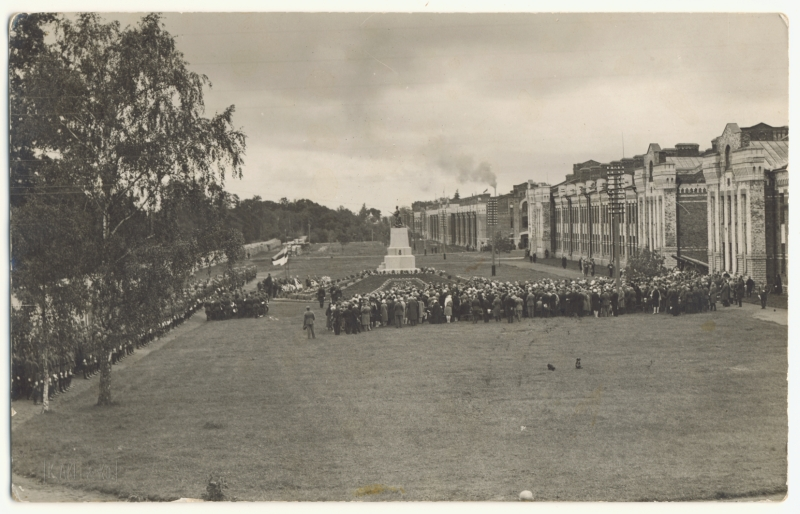
Inauguración del monumento a los cadetes caídos en 1928

Aunque el intento de golpe terminó en cinco horas, la búsqueda de los participantes continuó durante varios días. El 5 de diciembre de 1924, se libró una escaramuza cerca de Tallin, en Iru. La policía fusiló a tres destacados comunistas: Arnold Sommerling, Evald Ambos y Osvald Piiri. El 7 de diciembre, hubo una operación policial en la calle Vilmsi de Tallin. La policía allanó una casa en el número 50 de la calle Vilmsi y fusiló a tres comunistas: G. Kreuks, V. Bogdanov y Rudolf Pälson. Algunos de los principales organizadores, como Jaan Anvelt y Rudolf Vakmann, lograron escapar a la Unión Soviética. Posteriormente, fueron arrestados y ejecutados por las autoridades soviéticas durante la Gran Purga.
El gobierno estonio concedió la Cruz de la Libertad a diez personas por su contribución: Johan Laidoner, Johan Unt, Hermann Rossländer, Rudolf Aaman, Richard Brücker, Rudolf Kaptein, August Keng, Alfred Klemmer, Albert Pesur y August Schaurup. Esa fue la última ocasión en que se concedió el premio. Se levantó un monumento a los cadetes fallecidos en el intento de golpe de Estado en 1928 en Tondi (en Tondi tänav 55/57), diseñada por Amandus Adamson. Destruido por los soviéticos en 1941, fue reconstruido en su ubicación original y inaugurado el 15 de mayo de 2009, obra el escultor Jaak Soans.
Estonia fue finalmente anexada por la Unión Soviética poco antes del ingreso de la URSS a la  Segunda Guerra Mundial, después de lo cual, el intento de golpe de Estado comunista de 1924 fue denominado por las autoridades como el levantamiento de Tallin del 1 de diciembre de 1924 y descrito como parte de una revolución mundial marxista.
En 1974, se inauguró un monumento en honor a los rebeldes frente a la Estación del Báltico, la principal estación de tren de Tallin. Fue demolido a principios de la década de 1990. Se bromeaba diciendo que era el único monumento del mundo que lograba representar a todos los participantes de un intento de golpe (había cuatro figuras).

## Películas
- December Heat (2008) directed by Asko Kase, is a drama film depicting planning of the coup and events on December 1.
- Ask The Dead For The Price Of Death (1978) directed by Kaljo Kiisk, a Soviet drama film, set after the failure of the coup a few months later through the viewpoint of an arrested communist idealist named Anton Sommer.

- Calor de Diciembre (2008), dirigida por Asko Kase, es un drama que retrata la planificación del golpe de Estado y los sucesos del 1 de diciembre.
- Pregunta a los muertos por el precio de la muerte (1978), dirigida por Kaljo Kiisk, es un drama soviético ambientado tras el fracaso del golpe de Estado unos meses después, desde la perspectiva de Anton Sommer, un idealista comunista arrestado.